# イギリスの内閣一覧

イギリス政府により使用されるイギリスの国章の一種

イギリスの内閣一覧（いぎりすのないかくいちらん）は、立憲君主制と議院内閣制の国家であるイギリスの歴代内閣の一覧である。以下の一覧は、1707年のグレートブリテン王国の建国から、1801年から1922年まで続いたグレートブリテン及びアイルランド連合王国を経て、現在のグレートブリテン及び北部アイルランド連合王国に至るまでに成立した内閣の一覧を含む。

## 一覧の手引き
"Ministry"（英：政府）は、政権の全ての大臣について集合的に言及するときに使われる用語で、これは内閣の構成員及び下級大臣を同様に含む。国家公務員のみが政府の外部にあるものとみなされている。この用語は19世紀から20世紀初頭には一般的な言葉であったが、後にこの用法は（公的、また学術的に用いられるときを除いては）稀になっていった。オーストラリアとカナダでは、この用語が受け継がれ、継続的に用いられている。豪加両国では、それぞれの歴代内閣について、議会が作成した公式な目録があるため、（イギリスより）一般的にこの用語が使われているものと思われる。一方で、イギリスにはそのような公式な目録はない。
20世紀より以前は、イギリス政府（通称：国王または女王陛下の政府、英：His/Her Majesty's government）の指導者は慣習的に第一大蔵卿 (First Lord of the Treasury) の称号を保持していたが、首相 (Prime Minister of the United Kingdom) の称号は有していなかった。そのため以下の表では、「首相 (Prime Minister)」ではなく、「政府の長 (Head of Government)」として言及した。それでも、政権の指導者はしばしば口語的に「首相 (prime minister)」と呼ばれていたが、これは18世紀に始まった。今日のイギリスの首相は一般に、依然として第一大蔵卿の地位も兼任し保持している。

## 歴代内閣の一覧
以下、アン女王からチャールズ3世国王までの歴代君主の在位時代別の内閣一覧。

### アン女王時代 (1707年–1714年)
| 代 | 内閣                              | 内閣                              | 成立年月日    | 終了年月日     | 政府の長                                                 | 与党                               |
| -- | --------------------------------- | --------------------------------- | ------------- | -------------- | -------------------------------------------------------- | ---------------------------------- |
| 1  | 第1次マールバラ＝ゴドルフィン内閣 | 第1次マールバラ＝ゴドルフィン内閣 | 1707年        | 1708年         | 初代マールバラ公爵ジョン・チャーチル                     | トーリー党・ホイッグ党ジャントー派 |
| 2  | 第2次マールバラ＝ゴドルフィン内閣 | 第2次マールバラ＝ゴドルフィン内閣 | 1708年        | 1710年8月8日   | 初代マールバラ公爵ジョン・チャーチル                     | トーリー党・ホイッグ党ジャントー派 |
| 3  | ハーレー内閣                      | ハーレー内閣                      | 1710年8月11日 | 1714年10月13日 | 初代オックスフォード＝モーティマー伯爵ロバート・ハーレー | トーリー党                         |

### ジョージ1世国王時代 (1714年–1727年)
| 代 | 内閣                                  | 内閣                                  | 成立年月日    | 終了年月日    | 政府の長                                      | 与党       |
| -- | ------------------------------------- | ------------------------------------- | ------------- | ------------- | --------------------------------------------- | ---------- |
| 4  | タウンゼンド子爵内閣                  | タウンゼンド子爵内閣                  | 1714年9月     | 1717年        | 第2代タウンゼンド子爵チャールズ・タウンゼンド | ホイッグ党 |
| 5  | 第1次スタンホープ＝サンダーランド内閣 | 第1次スタンホープ＝サンダーランド内閣 | 1717年3月16日 | 1718年3月21日 | 初代スタンホープ伯爵ジェームズ・スタンホープ  | ホイッグ党 |
| 6  | 第2次スタンホープ＝サンダーランド内閣 | 第2次スタンホープ＝サンダーランド内閣 | 1718年3月21日 | 1721年4月4日  | 初代スタンホープ伯爵ジェームズ・スタンホープ  | ホイッグ党 |
| 7  | ウォルポール＝タウンゼンド内閣        | ウォルポール＝タウンゼンド内閣        | 1721年4月4日  | 1730年        | ロバート・ウォルポール                        | ホイッグ党 |

### ジョージ2世国王時代 (1727年–1760年)
| 代 | 内閣                           | 内閣                           | 成立年月日     | 終了年月日     | 政府の長                                                | 与党       |
| -- | ------------------------------ | ------------------------------ | -------------- | -------------- | ------------------------------------------------------- | ---------- |
| 7  | ウォルポール＝タウンゼンド内閣 | ウォルポール＝タウンゼンド内閣 | 1721年4月3日   | 1730年         | ロバート・ウォルポール                                  | ホイッグ党 |
| 8  | ウォルポール内閣               | ウォルポール内閣               | 1730年         | 1742年2月12日  | ロバート・ウォルポール                                  | ホイッグ党 |
| 9  | カートレット内閣               | カートレット内閣               | 1742年2月16日  | 1743年7月2日   | 初代ウィルミントン伯爵スペンサー・コンプトン            | ホイッグ党 |
| 10 | 第1次ペラム内閣                | 第1次ペラム内閣                | 1743年8月27日  | 1744年         | ヘンリー・ペラム                                        | ホイッグ党 |
| 11 | 第2次ペラム内閣                | 第2次ペラム内閣                | 1744年         | 1754年3月6日   | ヘンリー・ペラム                                        | ホイッグ党 |
| 12 | 第1次ニューカッスル公爵内閣    | 第1次ニューカッスル公爵内閣    | 1754年3月16日  | 1756年11月16日 | 初代ニューカッスル公爵トマス・ペラム＝ホールズ          | ホイッグ党 |
| 13 | 第1次デヴォンシャー公爵内閣    | 第1次デヴォンシャー公爵内閣    | 1756年11月16日 | 1757年         | 第4代デヴォンシャー公爵ウィリアム・キャヴェンディッシュ | ホイッグ党 |
| 14 | 第2次デヴォンシャー公爵内閣    | 第2次デヴォンシャー公爵内閣    | 1757年         | 1757年6月25日  | 第4代デヴォンシャー公爵ウィリアム・キャヴェンディッシュ | ホイッグ党 |
| 15 | 第2次ニューカッスル公爵内閣    | 第2次ニューカッスル公爵内閣    | 1757年7月2日   | 1762年5月26日  | 初代ニューカッスル公爵トマス・ペラム＝ホールズ          | ホイッグ党 |

### ジョージ3世国王時代 (1760年–1820年)
| 代 | 内閣                        | 内閣                        | 成立年月日     | 終了年月日     | 政府の長                                                            | 与党       |
| -- | --------------------------- | --------------------------- | -------------- | -------------- | ------------------------------------------------------------------- | ---------- |
| 15 | 第2次ニューカッスル公爵内閣 | 第2次ニューカッスル公爵内閣 | 1757年7月2日   | 1762年5月26日  | 初代ニューカッスル公爵トマス・ペラム＝ホールズ                      | ホイッグ党 |
| 16 | ビュート伯爵内閣            | ビュート伯爵内閣            | 1762年5月26日  | 1763年4月8日   | 第3代ビュート伯爵ジョン・ステュアート                               | トーリー党 |
| 17 | グレンヴィル内閣            | グレンヴィル内閣            | 1763年4月16日  | 1765年7月13日  | ジョージ・グレンヴィル                                              | ホイッグ党 |
| 18 | 第1次ロッキンガム侯爵内閣   | 第1次ロッキンガム侯爵内閣   | 1765年7月13日  | 1766年7月30日  | 第2代ロッキンガム侯爵チャールズ・ワトソン＝ウェントワース           | ホイッグ党 |
| 19 | チャタム伯爵内閣            | チャタム伯爵内閣            | 1766年7月30日  | 1768年10月14日 | 初代チャタム伯爵ウィリアム・ピット                                  | ホイッグ党 |
| 20 | グラフトン公爵内閣          | グラフトン公爵内閣          | 1768年10月14日 | 1770年1月28日  | 第3代グラフトン公爵オーガスタス・フィッツロイ                       | ホイッグ党 |
| 21 | ノース内閣                  | ノース内閣                  | 1770年1月28日  | 1782年3月22日  | ノース卿フレデリック・ノース                                        | ホイッグ党 |
| 22 | 第2次ロッキンガム侯爵内閣   | 第2次ロッキンガム侯爵内閣   | 1782年3月27日  | 1782年7月1日   | 第2代ロッキンガム侯爵チャールズ・ワトソン＝ウェントワース           | ホイッグ党 |
| 23 | シェルバーン伯爵内閣        | シェルバーン伯爵内閣        | 1782年7月4日   | 1783年4月2日   | 第2代シェルバーン伯爵ウィリアム・ペティ                             | ホイッグ党 |
| 24 | 第1次ポートランド公爵内閣   | 第1次ポートランド公爵内閣   | 1783年4月2日   | 1783年12月19日 | 第3代ポートランド公爵ウィリアム・キャヴェンディッシュ＝ベンティンク | ホイッグ党 |
| 25 | 第1次ピット内閣             | 第1次ピット内閣             | 1783年12月19日 | 1801年3月14日  | ウィリアム・ピット                                                  | ホイッグ党 |
| 26 | アディントン内閣            | アディントン内閣            | 1801年3月14日  | 1804年5月10日  | ヘンリー・アディントン                                              | ホイッグ党 |
| 27 | 第2次ピット内閣             | 第2次ピット内閣             | 1804年5月10日  | 1806年1月23日  | ウィリアム・ピット                                                  | ホイッグ党 |
| 28 | グレンヴィル卿内閣          | グレンヴィル卿内閣          | 1806年2月11日  | 1807年3月31日  | ウィリアム・グレンヴィル                                            | ホイッグ党 |
| 29 | 第2次ポートランド公爵内閣   | 第2次ポートランド公爵内閣   | 1807年3月31日  | 1809年10月4日  | 第3代ポートランド公爵ウィリアム・キャヴェンディッシュ＝ベンティンク | ホイッグ党 |
| 30 | パーシヴァル内閣            | パーシヴァル内閣            | 1809年10月4日  | 1812年5月11日  | スペンサー・パーシヴァル                                            | ホイッグ党 |
| 31 | リヴァプール伯爵内閣        | リヴァプール伯爵内閣        | 1812年6月8日   | 1827年4月9日   | 第2代リヴァプール伯爵ロバート・ジェンキンソン                       | トーリー党 |

### ジョージ4世国王時代 (1820年–1830年)
| 代 | 内閣                      | 内閣                      | 成立年月日    | 終了年月日     | 政府の長                                      | 与党                   |
| -- | ------------------------- | ------------------------- | ------------- | -------------- | --------------------------------------------- | ---------------------- |
| 31 | リヴァプール伯爵内閣      | リヴァプール伯爵内閣      | 1812年6月8日  | 1827年4月9日   | 第2代リヴァプール伯爵ロバート・ジェンキンソン | トーリー党             |
| 32 | カニング内閣              | カニング内閣              | 1827年4月10日 | 1827年8月8日   | ジョージ・カニング                            | カニング派・ホイッグ党 |
| 33 | ゴドリッチ子爵内閣        | ゴドリッチ子爵内閣        | 1827年8月31日 | 1828年1月21日  | 初代ゴドリッチ子爵フレデリック・ロビンソン    | ホイッグ党・カニング派 |
| 34 | 第1次ウェリントン公爵内閣 | 第1次ウェリントン公爵内閣 | 1828年1月22日 | 1830年11月16日 | 初代ウェリントン公爵アーサー・ウェルズリー    | トーリー党             |

### ウィリアム4世国王時代 (1830年–1837年)
| 代 | 内閣                      | 内閣                      | 成立年月日     | 終了年月日     | 政府の長                                   | 与党       |
| -- | ------------------------- | ------------------------- | -------------- | -------------- | ------------------------------------------ | ---------- |
| 34 | 第1次ウェリントン公爵内閣 | 第1次ウェリントン公爵内閣 | 1828年1月22日  | 1830年11月16日 | 初代ウェリントン公爵アーサー・ウェルズリー | トーリー党 |
| 35 | グレイ伯爵内閣            | グレイ伯爵内閣            | 1830年11月22日 | 1834年7月16日  | 第2代グレイ伯爵チャールズ・グレイ          | ホイッグ党 |
| 36 | 第1次メルバーン子爵内閣   | 第1次メルバーン子爵内閣   | 1834年7月16日  | 1834年11月14日 | 第2代メルバーン子爵ウィリアム・ラム        | ホイッグ党 |
| 37 | 第2次ウェリントン公爵内閣 | 第2次ウェリントン公爵内閣 | 1834年11月17日 | 1834年12月9日  | 初代ウェリントン公爵アーサー・ウェルズリー | 保守党     |
| 38 | 第1次ピール内閣           | 第1次ピール内閣           | 1834年12月10日 | 1835年4月8日   | サー・ロバート・ピール                     | 保守党     |
| 39 | 第2次メルバーン子爵内閣   | 第2次メルバーン子爵内閣   | 1835年4月18日  | 1839年8月      | 第2代メルバーン子爵ウィリアム・ラム        | ホイッグ党 |

### ヴィクトリア女王時代 (1837年–1901年)
| 代 | 内閣                        | 内閣                        | 成立年月日     | 終了年月日     | 政府の長                                                          | 与党                 |
| -- | --------------------------- | --------------------------- | -------------- | -------------- | ----------------------------------------------------------------- | -------------------- |
| 39 | 第2次メルバーン子爵内閣     | 第2次メルバーン子爵内閣     | 1835年4月18日  | 1839年8月      | 第2代メルバーン子爵ウィリアム・ラム                               | ホイッグ党           |
| 39 | 第2次メルバーン子爵内閣     | 第2次メルバーン子爵内閣     | 1839年8月      | 1841年8月30日  | 第2代メルバーン子爵ウィリアム・ラム                               | ホイッグ党           |
| 40 | 第2次ピール内閣             | 第2次ピール内閣             | 1841年8月30日  | 1846年6月29日  | サー・ロバート・ピール                                            | 保守党               |
| 41 | 第1次ラッセル内閣           | 第1次ラッセル内閣           | 1846年6月30日  | 1852年2月23日  | ジョン・ラッセル卿                                                | ホイッグ党           |
| 42 | 第1次ダービー伯爵内閣       | 第1次ダービー伯爵内閣       | 1852年2月23日  | 1852年12月19日 | 第14代ダービー伯爵エドワード・スミス＝スタンリー                  | 保守党               |
| 43 | アバディーン伯爵内閣        | アバディーン伯爵内閣        | 1852年12月19日 | 1855年1月30日  | 第4代アバディーン伯爵ジョージ・ハミルトン＝ゴードン               | ピール派・ホイッグ党 |
| 44 | 第1次パーマストン子爵内閣   | 第1次パーマストン子爵内閣   | 1855年2月6日   | 1858年2月19日  | 第3代パーマストン子爵ヘンリー・ジョン・テンプル                   | ホイッグ党・ピール派 |
| 45 | 第2次ダービー伯爵内閣       | 第2次ダービー伯爵内閣       | 1858年2月20日  | 1859年6月11日  | 第14代ダービー伯爵エドワード・スミス＝スタンリー                  | 保守党               |
| 46 | 第2次パーマストン子爵内閣   | 第2次パーマストン子爵内閣   | 1859年6月12日  | 1865年10月18日 | 第3代パーマストン子爵ヘンリー・ジョン・テンプル                   | 自由党               |
| 47 | 第2次ラッセル伯爵内閣       | 第2次ラッセル伯爵内閣       | 1865年10月29日 | 1866年6月28日  | 初代ラッセル伯爵ジョン・ラッセル                                  | 自由党               |
| 48 | 第3次ダービー伯爵内閣       | 第3次ダービー伯爵内閣       | 1866年6月28日  | 1868年2月27日  | 第14代ダービー伯爵エドワード・スミス＝スタンリー                  | 保守党               |
| 49 | 第1次ディズレーリ内閣       | 第1次ディズレーリ内閣       | 1868年2月27日  | 1868年12月1日  | ベンジャミン・ディズレーリ                                        | 保守党               |
| 50 | 第1次グラッドストン内閣     | 第1次グラッドストン内閣     | 1868年12月3日  | 1874年2月17日  | ウィリアム・グラッドストン                                        | 自由党               |
| 51 | 第2次ディズレーリ内閣       | 第2次ディズレーリ内閣       | 1874年2月20日  | 1880年4月21日  | ベンジャミン・ディズレーリ 1876年より初代ビーコンズフィールド伯爵 | 保守党               |
| 52 | 第2次グラッドストン内閣     | 第2次グラッドストン内閣     | 1880年4月23日  | 1885年6月9日   | ウィリアム・グラッドストン                                        | 自由党               |
| 53 | 第1次ソールズベリー侯爵内閣 | 第1次ソールズベリー侯爵内閣 | 1885年6月23日  | 1886年1月28日  | 第3代ソールズベリー侯爵ロバート・ガスコイン＝セシル               | 保守党               |
| 54 | 第3次グラッドストン内閣     | 第3次グラッドストン内閣     | 1886年2月1日   | 1886年7月20日  | ウィリアム・グラッドストン                                        | 自由党               |
| 55 | 第2次ソールズベリー侯爵内閣 | 第2次ソールズベリー侯爵内閣 | 1886年7月25日  | 1887年1月      | 第3代ソールズベリー侯爵ロバート・ガスコイン＝セシル               | 保守党               |
| 55 |                             | 改造内閣                    | 1887年1月      | 1892年8月11日  | 第3代ソールズベリー侯爵ロバート・ガスコイン＝セシル               | 保守党               |
| 56 | 第4次グラッドストン内閣     | 第4次グラッドストン内閣     | 1892年8月15日  | 1894年3月2日   | ウィリアム・グラッドストン                                        | 自由党               |
| 57 | ローズベリー伯爵内閣        | ローズベリー伯爵内閣        | 1894年3月5日   | 1895年6月22日  | 第5代ローズベリー伯爵アーチボルド・プリムローズ                   | 自由党               |
| 58 | 第3次ソールズベリー侯爵内閣 | 第3次ソールズベリー侯爵内閣 | 1895年6月25日  | 1900年10月     | 第3代ソールズベリー侯爵ロバート・ガスコイン＝セシル               | 保守党・自由統一党   |
| 58 |                             | 改造内閣                    | 1900年10月     | 1902年7月11日  | 第3代ソールズベリー侯爵ロバート・ガスコイン＝セシル               | 保守党・自由統一党   |

### エドワード7世国王時代 (1901年–1910年)
| 代 | 内閣                            | 内閣                            | 成立年月日    | 終了年月日    | 政府の長                                            | 与党               |
| -- | ------------------------------- | ------------------------------- | ------------- | ------------- | --------------------------------------------------- | ------------------ |
| 58 | 第3次ソールズベリー侯爵改造内閣 | 第3次ソールズベリー侯爵改造内閣 | 1900年10月    | 1902年7月11日 | 第3代ソールズベリー侯爵ロバート・ガスコイン＝セシル | 保守党・自由統一党 |
| 59 | バルフォア内閣                  | バルフォア内閣                  | 1902年7月11日 | 1905年12月5日 | アーサー・バルフォア                                | 保守党・自由統一党 |
| 60 | キャンベル＝バナマン内閣        | キャンベル＝バナマン内閣        | 1905年12月5日 | 1908年4月3日  | サー・ヘンリー・キャンベル＝バナマン                | 自由党             |
| 61 | 第1次アスキス内閣               | 第1次アスキス内閣               | 1908年4月5日  | 1915年5月     | ハーバート・ヘンリー・アスキス                      | 自由党             |

### ジョージ5世国王時代 (1910年–1936年)
| 代 | 内閣                    | 内閣                    | 成立年月日     | 終了年月日     | 政府の長                       | 与党         |
| -- | ----------------------- | ----------------------- | -------------- | -------------- | ------------------------------ | ------------ |
| 61 | 第1次アスキス内閣       | 第1次アスキス内閣       | 1908年4月5日   | 1915年5月      | ハーバート・ヘンリー・アスキス | 自由党       |
| 62 | 第2次アスキス内閣       | 第2次アスキス内閣       | 1915年5月17日  | 1916年12月5日  | ハーバート・ヘンリー・アスキス | 挙国一致内閣 |
| 63 | ロイド・ジョージ内閣    | ロイド・ジョージ内閣    | 1916年12月7日  | 1919年         | デビッド・ロイド・ジョージ     | 挙国一致内閣 |
| 63 |                         | 改造内閣                | 1919年         | 1922年10月22日 | デビッド・ロイド・ジョージ     | 挙国一致内閣 |
| 64 | ボナー・ロー内閣        | ボナー・ロー内閣        | 1922年10月23日 | 1923年5月22日  | アンドルー・ボナー・ロー       | 保守党       |
| 65 | 第1次ボールドウィン内閣 | 第1次ボールドウィン内閣 | 1923年5月23日  | 1924年1月16日  | スタンリー・ボールドウィン     | 保守党       |
| 66 | 第1次マクドナルド内閣   | 第1次マクドナルド内閣   | 1924年1月22日  | 1924年11月4日  | ラムゼイ・マクドナルド         | 労働党       |
| 67 | 第2次ボールドウィン内閣 | 第2次ボールドウィン内閣 | 1924年11月4日  | 1929年6月5日   | スタンリー・ボールドウィン     | 保守党       |
| 68 | 第2次マクドナルド内閣   | 第2次マクドナルド内閣   | 1929年6月5日   | 1931年8月24日  | ラムゼイ・マクドナルド         | 労働党       |
| 69 | 第3次マクドナルド内閣   | 第3次マクドナルド内閣   | 1931年8月24日  | 1931年11月     | ラムゼイ・マクドナルド         | 挙国一致内閣 |
| 70 | 第4次マクドナルド内閣   | 第4次マクドナルド内閣   | 1931年11月     | 1935年6月7日   | ラムゼイ・マクドナルド         | 挙国一致内閣 |
| 71 | 第3次ボールドウィン内閣 | 第3次ボールドウィン内閣 | 1935年6月7日   | 1937年5月28日  | スタンリー・ボールドウィン     | 挙国一致内閣 |

### エドワード8世国王時代 (1936年)
| 代 | 内閣                    | 内閣                    | 成立年月日   | 終了年月日    | 政府の長                   | 与党         |
| -- | ----------------------- | ----------------------- | ------------ | ------------- | -------------------------- | ------------ |
| 71 | 第3次ボールドウィン内閣 | 第3次ボールドウィン内閣 | 1935年6月7日 | 1937年5月28日 | スタンリー・ボールドウィン | 挙国一致内閣 |

### ジョージ6世国王時代 (1936年–1952年)
| 代 | 内閣                    | 内閣                    | 成立年月日     | 終了年月日     | 政府の長                   | 与党         |
| -- | ----------------------- | ----------------------- | -------------- | -------------- | -------------------------- | ------------ |
| 71 | 第3次ボールドウィン内閣 | 第3次ボールドウィン内閣 | 1935年6月7日   | 1937年5月28日  | スタンリー・ボールドウィン | 挙国一致内閣 |
| 72 | 第1次チェンバレン内閣   | 第1次チェンバレン内閣   | 1937年5月28日  | 1939年9月3日   | ネヴィル・チェンバレン     | 挙国一致内閣 |
| 73 | 第2次チェンバレン内閣   | 第2次チェンバレン内閣   | 1939年9月3日   | 1940年5月10日  | ネヴィル・チェンバレン     | 挙国一致内閣 |
| 74 | 第1次チャーチル内閣     | 第1次チャーチル内閣     | 1940年5月10日  | 1945年5月23日  | ウィンストン・チャーチル   | 挙国一致内閣 |
| 74 |                         | 改造内閣                | 1945年5月23日  | 1945年7月26日  | ウィンストン・チャーチル   | 挙国一致内閣 |
| 75 | 第1次アトリー内閣       | 第1次アトリー内閣       | 1945年7月27日  | 1950年2月      | クレメント・アトリー       | 労働党       |
| 76 | 第2次アトリー内閣       | 第2次アトリー内閣       | 1950年2月      | 1951年10月26日 | クレメント・アトリー       | 労働党       |
| 77 | 第2次チャーチル内閣     | 第2次チャーチル内閣     | 1951年10月26日 | 1955年4月7日   | ウィンストン・チャーチル   | 保守党       |

### エリザベス2世女王時代 (1952年–2022年)
| 代  | 内閣                   | 内閣                   | 成立年月日     | 終了年月日     | 政府の長                     | 与党                           |
| --- | ---------------------- | ---------------------- | -------------- | -------------- | ---------------------------- | ------------------------------ |
| 77  | 第2次チャーチル内閣    | 第2次チャーチル内閣    | 1951年10月26日 | 1955年4月7日   | ウィンストン・チャーチル     | 保守党                         |
| 78  | イーデン内閣           | イーデン内閣           | 1955年4月7日   | 1957年1月10日  | アンソニー・イーデン         | 保守党                         |
| 79  | マクミラン内閣         | マクミラン内閣         | 1957年1月11日  | 1963年10月19日 | ハロルド・マクミラン         | 保守党                         |
| 80  | ダグラス＝ヒューム内閣 | ダグラス＝ヒューム内閣 | 1963年10月19日 | 1964年10月16日 | アレック・ダグラス＝ヒューム | 保守党                         |
| 81  | 第1次ウィルソン内閣    | 第1次ウィルソン内閣    | 1964年10月16日 | 1970年6月19日  | ハロルド・ウィルソン         | 労働党                         |
| 82  | ヒース内閣             | ヒース内閣             | 1970年6月19日  | 1974年3月4日   | エドワード・ヒース           | 保守党                         |
| 83  | 第2次ウィルソン内閣    | 第2次ウィルソン内閣    | 1974年3月4日   | 1976年4月5日   | ハロルド・ウィルソン         | 労働党                         |
| 84  | キャラハン内閣         | キャラハン内閣         | 1976年4月5日   | 1979年5月4日   | ジェームズ・キャラハン       | 労働党                         |
| 85  | 第1次サッチャー内閣    | 第1次サッチャー内閣    | 1979年5月4日   | 1981年9月      | マーガレット・サッチャー     | 保守党                         |
| 85  |                        | 改造内閣               | 1981年9月      | 1983年6月9日   | マーガレット・サッチャー     | 保守党                         |
| 86  | 第2次サッチャー内閣    | 第2次サッチャー内閣    | 1983年6月9日   | 1987年6月11日  | マーガレット・サッチャー     | 保守党                         |
| 87  | 第3次サッチャー内閣    | 第3次サッチャー内閣    | 1987年6月11日  | 1989年7月      | マーガレット・サッチャー     | 保守党                         |
| 87  |                        | 改造内閣               | 1989年7月      | 1990年11月28日 | マーガレット・サッチャー     | 保守党                         |
| 88  | 第1次メージャー内閣    | 第1次メージャー内閣    | 1990年11月28日 | 1992年4月      | ジョン・メージャー           | 保守党                         |
| 89  | 第2次メージャー内閣    | 第2次メージャー内閣    | 1992年4月      | 1993年5月      | ジョン・メージャー           | 保守党                         |
| 89  |                        | 第1次改造内閣          | 1993年5月      | 1994年7月      | ジョン・メージャー           | 保守党                         |
| 89  |                        | 第2次改造内閣          | 1994年7月      | 1995年7月      | ジョン・メージャー           | 保守党                         |
| 89  |                        | 第3次改造内閣          | 1995年7月      | 1997年5月2日   | ジョン・メージャー           | 保守党                         |
| 90  | 第1次ブレア内閣        | 第1次ブレア内閣        | 1997年5月2日   | 1999年7月27日  | トニー・ブレア               | 労働党                         |
| 90  |                        | 改造内閣               | 1999年7月27日  | 2001年6月8日   | トニー・ブレア               | 労働党                         |
| 91  | 第2次ブレア内閣        | 第2次ブレア内閣        | 2001年6月8日   | 2005年5月      | トニー・ブレア               | 労働党                         |
| 92  | 第3次ブレア内閣        | 第3次ブレア内閣        | 2005年5月      | 2006年5月5日   | トニー・ブレア               | 労働党                         |
| 92  |                        | 改造内閣               | 2006年5月5日   | 2007年6月27日  | トニー・ブレア               | 労働党                         |
| 93  | ブラウン内閣           | ブラウン内閣           | 2007年6月27日  | 2008年1月24日  | ゴードン・ブラウン           | 労働党                         |
| 93  |                        | 第1次改造内閣          | 2008年1月24日  | 2008年10月3日  | ゴードン・ブラウン           | 労働党                         |
| 93  |                        | 第2次改造内閣          | 2008年10月3日  | 2009年6月5日   | ゴードン・ブラウン           | 労働党                         |
| 93  |                        | 第3次改造内閣          | 2009年6月5日   | 2010年5月11日  | ゴードン・ブラウン           | 労働党                         |
| 94  | 第1次キャメロン内閣    | 第1次キャメロン内閣    | 2010年5月11日  | 2012年9月4日   | デーヴィッド・キャメロン     | 保守党・自由民主党             |
| 94  |                        | 第1次改造内閣          | 2012年9月4日   | 2014年7月14日  | デーヴィッド・キャメロン     | 保守党・自由民主党             |
| 94  |                        | 第2次改造内閣          | 2014年7月14日  | 2015年5月11日  | デーヴィッド・キャメロン     | 保守党・自由民主党             |
| 95  | 第2次キャメロン内閣    | 第2次キャメロン内閣    | 2015年5月11日  | 2016年7月13日  | デーヴィッド・キャメロン     | 保守党                         |
| 96  | 第1次メイ内閣          | 第1次メイ内閣          | 2016年7月13日  | 2017年6月11日  | テリーザ・メイ               | 保守党                         |
| 97  | 第2次メイ内閣          | 第2次メイ内閣          | 2017年6月11日  | 2018年1月9日   | テリーザ・メイ               | 保守党（民主統一党が閣外協力） |
| 97  |                        | 改造内閣               | 2018年1月9日   | 2019年7月24日  | テリーザ・メイ               | 保守党（民主統一党が閣外協力） |
| 98  | 第1次ジョンソン内閣    | 第1次ジョンソン内閣    | 2019年7月24日  | 2019年12月13日 | ボリス・ジョンソン           | 保守党（少数派政府）           |
| 99  | 第2次ジョンソン内閣    | 第2次ジョンソン内閣    | 2019年12月13日 | 2020年2月13日  | ボリス・ジョンソン           | 保守党                         |
| 99  |                        | 第1次改造内閣          | 2020年2月13日  | 2021年9月      | ボリス・ジョンソン           | 保守党                         |
| 99  |                        | 第2次改造内閣          | 2021年9月      | 2022年7月      | ボリス・ジョンソン           | 保守党                         |
| 99  |                        | 第3次改造内閣          | 2022年7月      | 2022年9月6日   | ボリス・ジョンソン           | 保守党                         |
| 100 | トラス内閣             | トラス内閣             | 2022年9月6日   | 2022年10月25日 | リズ・トラス                 | 保守党                         |

### チャールズ3世国王時代 (2022年–)
| 代  | 内閣           | 内閣           | 成立年月日     | 終了年月日     | 政府の長         | 与党   |
| --- | -------------- | -------------- | -------------- | -------------- | ---------------- | ------ |
| 100 | トラス内閣     | トラス内閣     | 2022年9月6日   | 2022年10月25日 | リズ・トラス     | 保守党 |
| 101 | スナク内閣     | スナク内閣     | 2022年10月25日 | 2023年2月7日   | リシ・スナク     | 保守党 |
| 101 |                | 第1次改造内閣  | 2023年2月7日   | 2023年11月13日 | リシ・スナク     | 保守党 |
| 101 |                | 第2次改造内閣  | 2023年11月13日 | 2024年7月5日   | リシ・スナク     | 保守党 |
| 102 | スターマー内閣 | スターマー内閣 | 2024年7月5日   |                | キア・スターマー | 労働党 |